# Telmatobius espadai
Telmatobius espadai é uma espécie de anfíbio gimnofiono da família Telmatobiidae. Está presente na Bolívia. A UICN classificou-a como em perigo crítico.